# Tűzfal (Sanctuary – Génrejtek)
A Tűzfal (Firewall) a Sanctuary – Génrejtek című kanadai sci-fi-fantasy televíziós sorozat harmadik évadjának második epizódja.

## Ismertető
|  | Alább a cselekmény részletei következnek! |

Helen Magnus és társai egy hatalmas gyíkszerű lényt igyekeznek befogni. Will a kocsiban várva elaludt az akció közben, így nehezebben sikerül elkapniuk a gyíkot, és Declan MacRae is megsebesült közben. Kalival való találkozása és mesterségesen előidézett halála óta Will egyre rosszabb állapotban van, nem tud aludni és hallucinációk, rémképek gyötrik, és nem emlékszik a "halálában" történekre. Magnus, akit a Menedék-hálózat vezetői hivatalosan is újra vezetőjükké tettek, próbál rájönni, mi okozhatta a szökőárat megállító ellenhullámot.
Will-t álmában Nagyfiú megfigyelés alatt tartja, és két abnormális lényt fedez fel a fiú körül, mielőtt azok hatástalanítják a neandervölgyit. Mire Helen és társai a szobába érnek, a kaméleonszerű, láthatatlanná válni képes lények megszöknek, de előtte egy szerkezettel megpróbálnak hozzáférni Will emlékeihez. Egy Henry által módosított eszközzel sikerül a nyomukra bukkanni, a fogságba ejtett lények azonban elpusztítják saját magukat. A tőlük megszerzett eszközt megpróbálják arra használni, hogy visszahozzák vele Will emlékeit. Sikerül is felidéznie a történteket a Káli mellett ülő két ismeretlenről, akik végül megállították a szökőárat.
Helen apja, Gregory Magnus is ott volt Will halálon túli élményének szereplői közt. Gregory olyan nyomot adott, melynek segítségével Helen egy fejlett technikával rendelkező eszközre bukkant. Egy a tizenhatodik születésnapjára apjától kapott dísztárgy egy teljes város mini változatát jelenítette meg a Menedékben.
|  | Itt a vége a cselekmény részletezésének! |

## Fogadtatás
Az epizód a 3. évad Kali című első részére épült, azonban az események alakulásával egy új titokzatos történetszálat indított el. A th3tvobsessed.com cikkírója nagyszerűnek, ugyanakkor nevetségesnek véli a születésnapi ajándék által megjelenített mini várost. A fanpop.com oldalán olvasható cikk íróját felvillanyozták az ijesztő abnormális lények és a remek befejezés. Pozitívan értékelte a történet folytonosságát, illetve a Cabal újbóli előtérbe kerülését, azonban bírálta a 3. évad megváltozott főcímzenéjét és az Alkonyat című filmre utaló poént is. Az új epizódra kb. 1,4 millió amerikai néző volt kíváncsi, ami 33%-kal kevesebb az előző hetinél, azonban nagyban befolyásolhatta a vele egy időben futó Yankees-Rangers meccs.